# Ancàrids
La família dels ancàrids (Anchariidae) és constituïda per peixos actinopterigis d'aigua dolça i de l'ordre dels siluriformes.

## Gèneres i espècies
- Ancharius (Steindachner, 1880)[1]
  - Ancharius fuscus  (Steindachner, 1880)[2]
  - Ancharius griseus  (Ng & Sparks, 2005)[3]
- Gogo (Ng & Sparks, 2005)[4]
  - Gogo arcuatus  (Ng & Sparks, 2005)[3]
  - Gogo atratus  (Ng, Sparks & Loiselle, 2008)[5]
  - Gogo brevibarbis  (Boulenger, 1911)[6]
  - Gogo ornatus  (Ng & Sparks, 2005)[4][7][8][9][10]